# 岩国市交通局

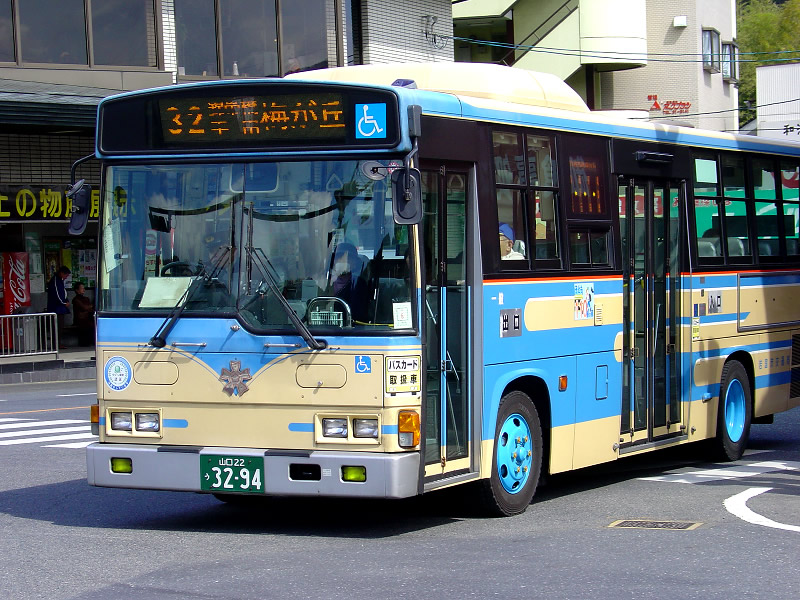
一般路線用車両（日野・レインボーRJ）

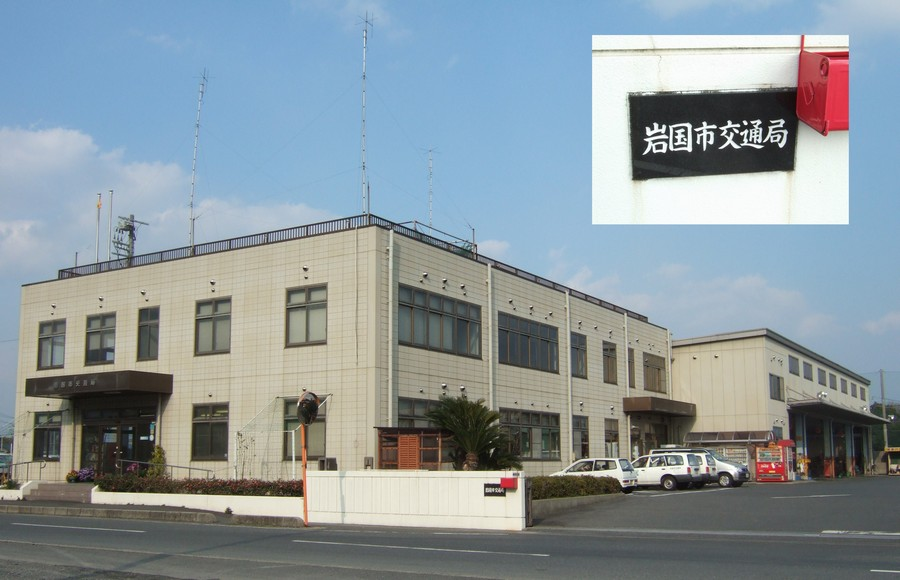
岩国市交通局（本局）と表札
（2007年2月23日撮影）

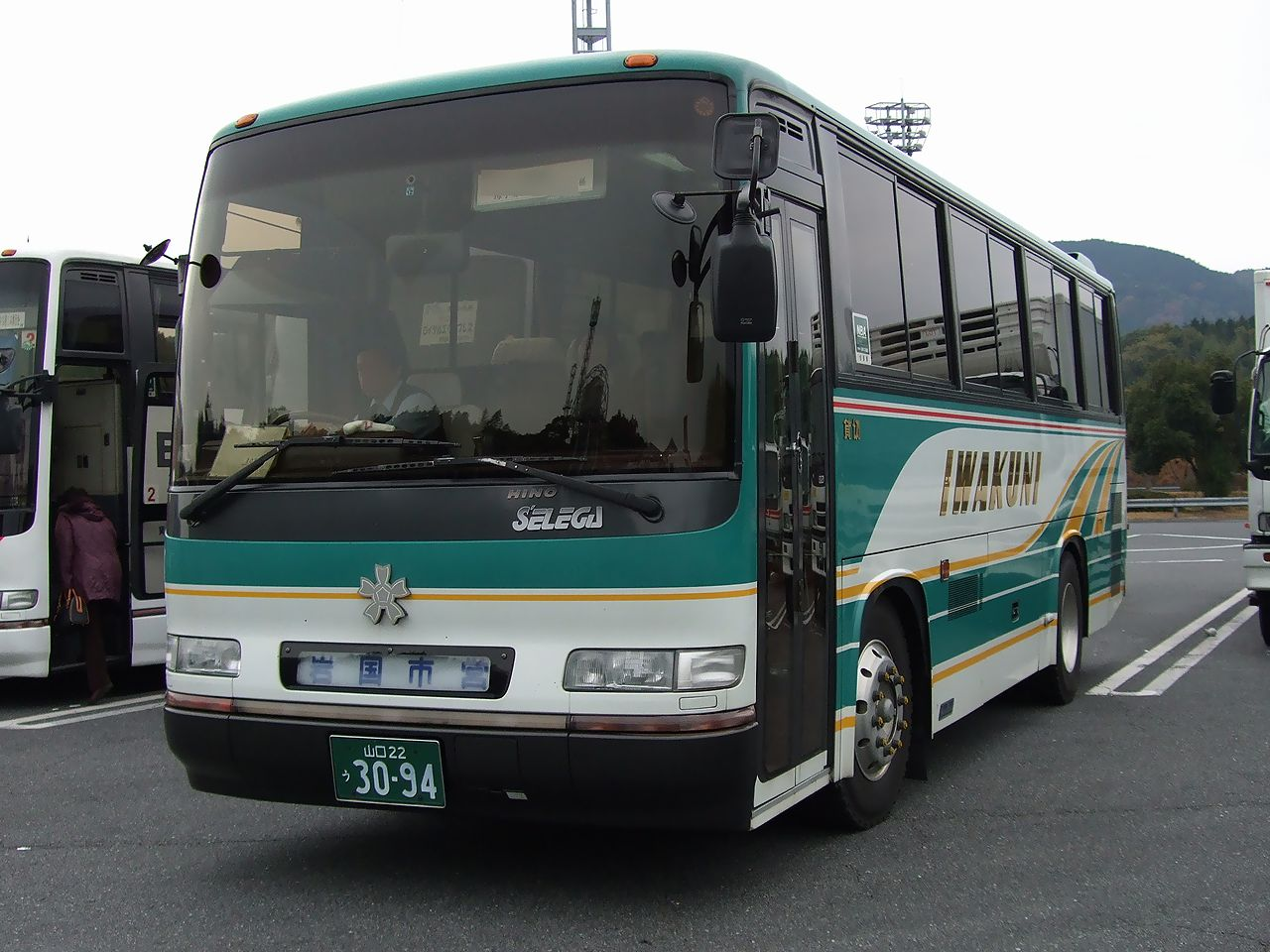
貸切車

岩国市交通局（いわくにしこうつうきょく　通称岩国市営バス）は、山口県岩国市および玖珂郡和木町を中心にバスを運行していた地方公営企業による公営バスである。本局は岩国市日の出町3-10にあった。2015年3月31日を最後に交通局を廃止、バス事業は2009年に交通局が設立した子会社の「いわくにバス」に全面譲渡された。

## 歴史

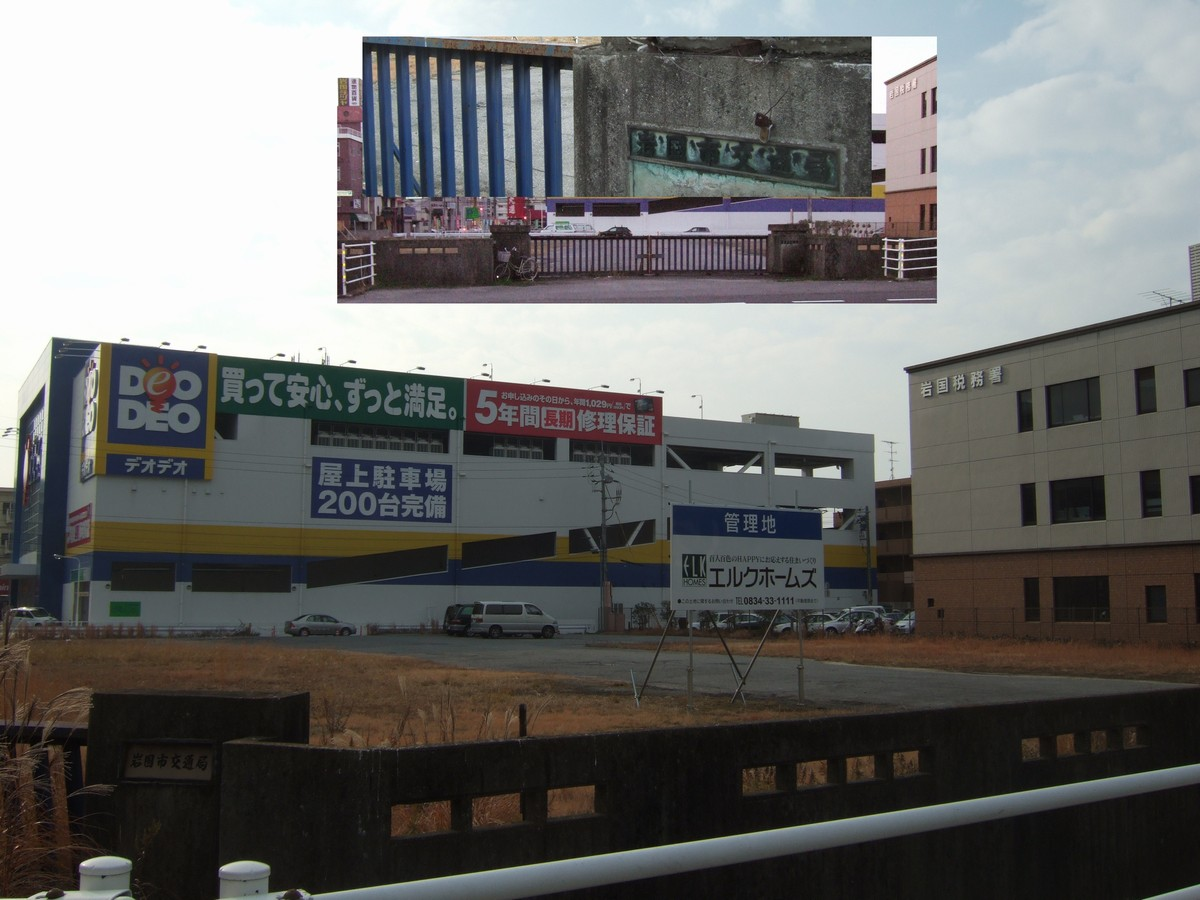
旧本局跡地の現況
左端：交差点通用口跡
上側：国道2号側出入口跡
（2007年1月26日および2007年3月18日撮影（組写真）

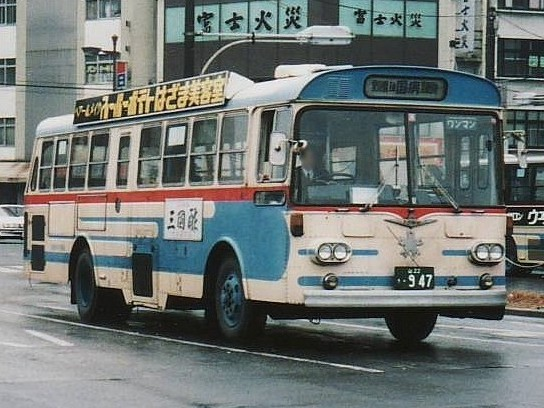
旧塗装車（1996年撮影）

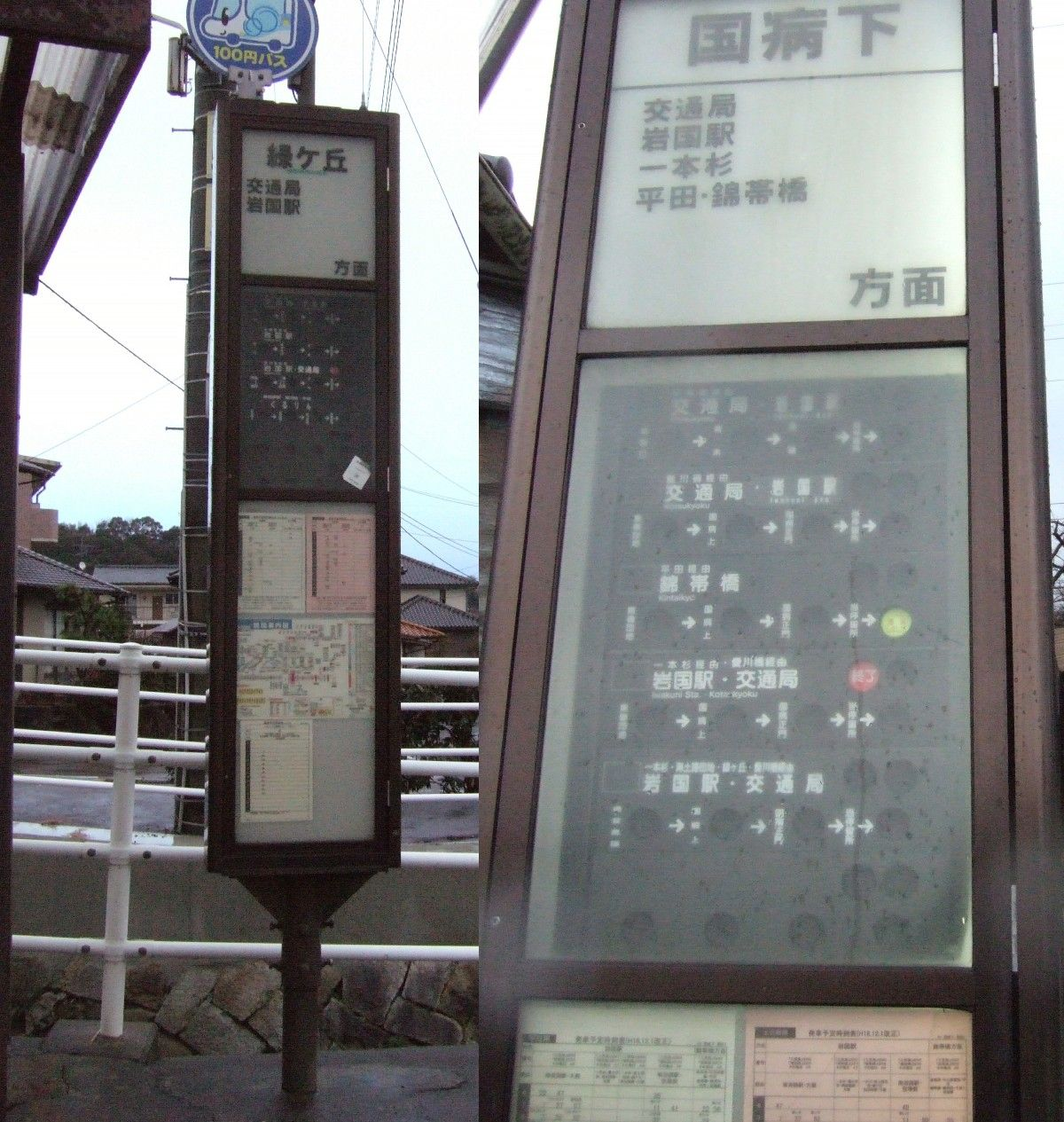
岩国市交通局のバスロケーションシステム対応のバス停留所
左：緑ヶ丘、右：国病下（現・
岩国医療センター口；拡大）
（2007年1月26日撮影）

- 1938年（昭和13年）10月1日 - 当時の玖珂郡岩国町による町営バスが発足（所管は土木係）。路線権や車両等は民営バス（青バス、陰陽自動車）より譲り受けたもの。発足時の所有バス台数は8輌。
- 1940年（昭和15年）3月 - エビス自動車商会からの路線権や車両等の買収追加を岩国町議会が決議。
- 1940年（昭和15年）4月1日 - 合併による市制移行により岩国市営バスに改称（所管は運輸課）。事務所は岩国市錦見大名小路に置く。改称時の所有バス台数は12輌。
- 1943年（昭和18年）9月 - 周防自動車からの路線権や車両等の買収を、岩国市議会が決議。
- 1949年（昭和24年）6月 - 事務所および車庫を、岩国駅通り三笠橋地区（現在の岩国市今津町一丁目2番）に移す。錦帯橋通り（大名小路）にあった車庫は廃止。
- 1950年（昭和25年） - 省営バス（この時点で既に国直営から国鉄自動車部に改組済み）に坂上線の路線を譲渡。一般貸切事業の認可を受ける。
- 1954年（昭和29年）4月1日 - 地方公営企業法の適用を受け、地方公営企業組織である岩国市公営企業局のバス事業に移行。
- 1957年（昭和32年）9月 - 岩国市公営企業局を廃止し、バス事業を担っていた運輸課と管理課のバス事業関連部分が、岩国市交通局として独立。
- 1958年（昭和33年）9月 - 事務所と車庫（本局）を岩国市麻里布町七丁目9番に移転。
- 1966年（昭和41年）10月 - 切符販売方式による運賃収受を廃止。翌11月より整理券方式となる。
- 1969年（昭和44年）3月10日 - ワンマンバスの試行運転が始まる。
- 1973年（昭和48年） - 事業経営の悪化により法再建の適用を受ける。再建計画の開始および最終の年度は1973年度（昭和48年度）から1978年度（昭和53年度）。
- 1987年（昭和62年）1月5日 - 財団法人岩国市交通局サービス公社を設立。
- 1993年（平成5年）4月1日 - 事務所と車庫（本局）を現在地に移転。麻里布町七丁目に残った跡地の一部は、株式会社ダイイチ（デオデオを経て現・エディオン）と大蔵省（現・財務省）中国財務局に売却され、現在はエディオン岩国店および岩国税務署の庁舎用地となっている。
- 1998年（平成10年）10月30日 - 貸切用車両にマーキングデザインバス（岩国市の観光資源の認知を広めるデザインを施したラッピングバス）を導入。この時に導入された車両のデザインは、錦帯橋周辺の四季と岩国城。
- 1999年（平成11年）3月25日 - バスロケーションシステムを導入。
- 2000年（平成12年）2月29日 - バスカードを導入。同時に山口県共通乗車カードに参加。
図案は錦帯橋といちすけ号を組み合わせたもの。発売当初は実写のいちすけ号を用いていたが、現在はデザインイラスト化されたものを用いている。発売券種は、1,000円、2,000円、3,000円、5,000円（発売額）の4種。ただし、2,000円券は発売当初には存在しなかった。
- 2002年（平成年）10月頃 - 公式webページを開設[2]。
- 2006年（平成18年）3月4日 - 高速バス「錦帯ブルーライナー」を運行開始
- 2007年（平成19年）春 - 岩国市交通局の発行する山口県共通バスカードのうち、発売金額が1,000円のものについて、使用デザインが高速バス「錦帯ブルーライナー」の利用案内（使用車両および路線図）に変更される（3代目のデザイン）。
- 2009年（平成21年）10月1日 - 全額出資の子会社「いわくにバス株式会社」を設立。本社は交通局本局内に置かれ、一部の車両・乗務員が新会社へ異動。
- 2010年（平成22年）4月1日 - 岩国市交通局所管路線のうち、「錦帯ブルーライナー」を含む一部路線をいわくにバスに移管および運行委託開始。
- 2011年（平成23年）4月1日 - 貸切バス事業をいわくにバスに移管。
- 2015年（平成27年）4月1日 - 全路線をいわくにバスへ移管[1]。交通局廃止[1]。

## 本社および営業所

### 各営業所（車庫）の所在地
岩国市交通局（本局）岩国市日の出町
岩国駅前営業所岩国市麻里布町
錦帯橋バスセンター岩国市岩国町
車両の配置は本局のみ。

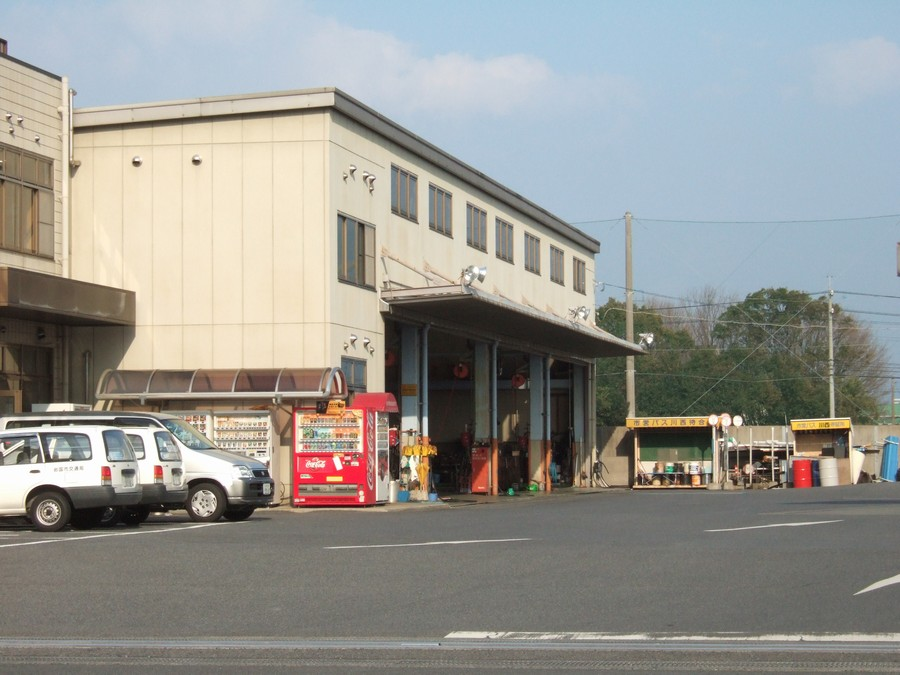
車両整備場 （2007年2月23日撮影）
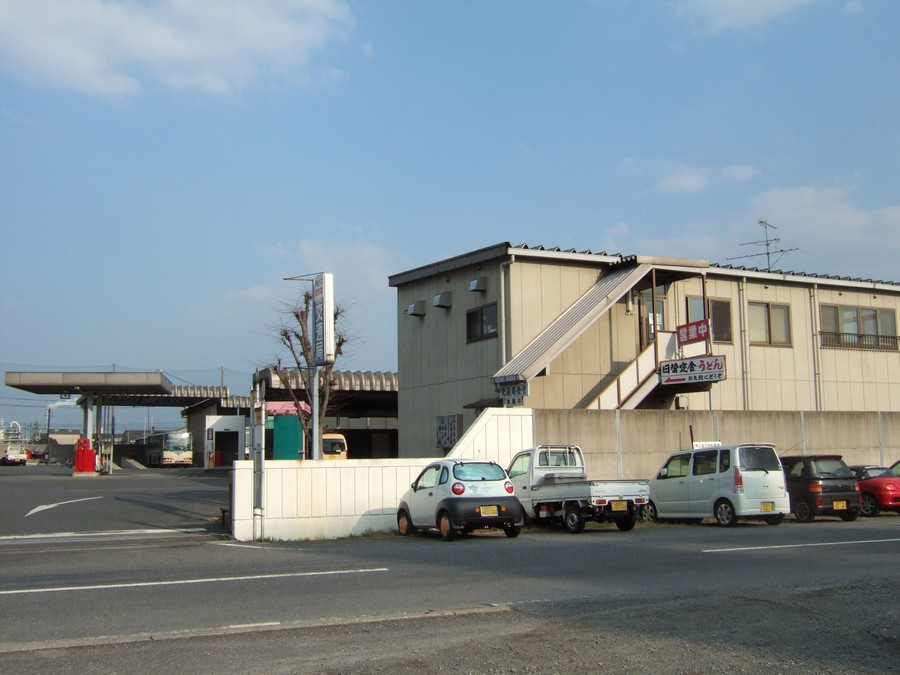
給油所と車庫（右端と奥側） （2007年2月23日撮影）
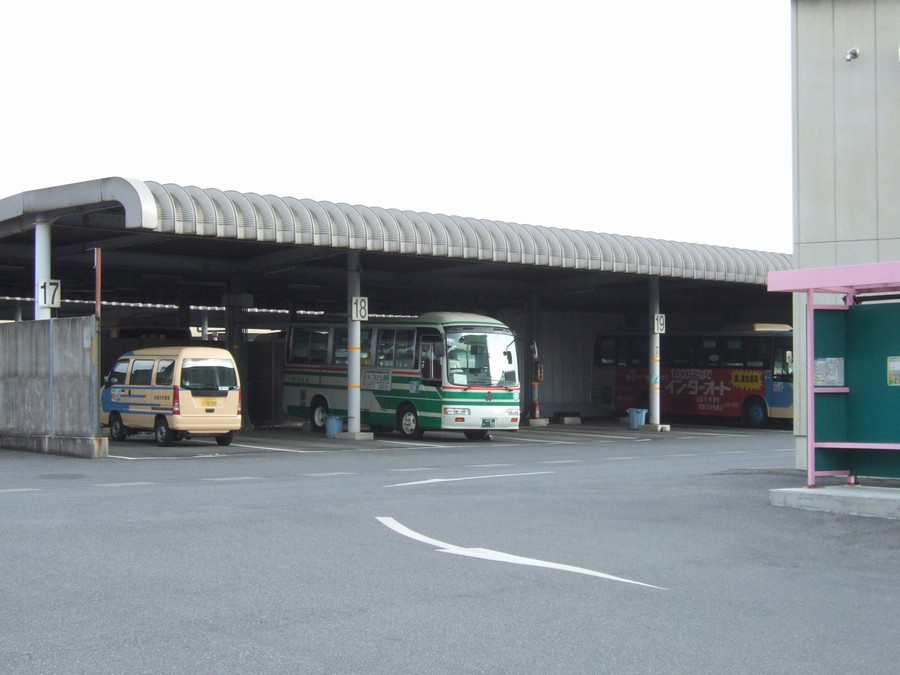
車庫（奥側の車庫） （2007年2月23日撮影）

## 路線

### 主なターミナル
- 岩国駅
- 西岩国駅
- 錦帯橋（錦帯橋バスセンター）
- 新岩国駅

### 高速バス
錦帯ブルーライナー　<防長交通と共運>
- 交通局 - 岩国駅 - 錦帯橋 - 広島バスセンター
- 交通局 - 岩国錦帯橋空港 - 岩国駅 - 錦帯橋 - 広島バスセンター
  - 2010年（平成22年）4月よりいわくにバスに運行移管。
  - 2012年12月13日：一部便の岩国錦帯橋空港への乗り入れを開始。

### 一般路線
岩国駅を発着の中心点とした運行がなされている。以下に示した先頭の[ ]内は、特に断りをしている場合を除き、岩国駅から各地へと向かう際に表示される運行路線の系統番号（行先番号）である。
系統番号（行先番号）が2桁の場合は、#循環系統のある方面に向かう時であり、10の位が行き先（方面表現）を、1の位が発地からを順路とする経由地を示す。1桁の場合（循環系統の無い方面に向かう時）は行き先（方面表現）のみを示している。
なお、提示しているバス停留所の名称や経由表記は、路線の分岐点や他路線（鉄道や高速バスを含む）に乗り換え可能な場所などを元に示している。

#### 錦帯橋・新岩国方面
- [12]：岩国駅 - 砂山 - 東錦見 - 裁判所 - 錦帯橋 - 千石原
  - 1965年：錦城橋の開通に伴い、錦帯橋 - 千石原 の運行を開始。
  - 2009年11月1日：運行経路の一部を、山口県道15号経由（（市役所 -） 今津 - 東錦見）から国道2号経由（（市役所 -） 砂山 - 東錦見」）へと変更。
- [13]：岩国駅 - 今津 - 東錦見 - 新町 - 錦帯橋
- [21]：岩国駅 - 砂山 - 東錦見 - 裁判所 - 錦帯橋 - 新岩国駅
  - 2010年4月よりいわくにバスの直営で運行。
- [22]：岩国駅 - 今津 - 東錦見 - 裁判所 - 錦帯橋 - 新岩国駅 - 錦橋 - 廿木 / 北河内駅
  - 1961年：御庄橋 - 北河内 - 南桑（「高野橋」）、および、錦橋 - 廿木を運行開始。
  - 1968年：天尾（「天尾口」）- 南桑を廃止。
  - 2000年頃以降：「北河内」（「北河内駅」）- 天尾を廃止。
- [23]：岩国駅 - 今津 - 東錦見 - 新町 - 錦帯橋 - 上多田 - 柱野駅 - 六呂師 - 大藤
  - 1954年：錦帯橋 - 御庄支所の運行開始。
  - 1955年：御庄 - 柱野の運行開始。
  - 1959年：六呂師線の区間を運行開始。
- [K]：錦帯橋 - 下多田 - （上阿品 - 下多田） - 御庄橋 - 錦橋 - 北河内駅　※一部上阿品止まりあり
  - 2009年11月1日：系統番号（行先番号）を改定（[4]から[K]へ[4]）系統番号は独自の附番となっている。

※関戸バス停留所に停車する一部の路線では、高速バス錦帯ブルーライナーに乗り継ぐ事により岩国市周辺地域からも広島方面に連絡可能である。

#### 循環系統
平田・梅が丘循環線
- [31]（左回り）、[66]（右回り）:岩国駅 - 砂山 - 裁判所 - 錦帯橋 - 平田 - 梅が丘 - 緑ヶ丘 - 南岩国駅 - 空港前 - 岩国駅
- [32]（左回り）、[65]（右回り）:岩国駅 - 今津 - 裁判所 - 錦帯橋 - 平田 - 梅が丘 - 緑ヶ丘 - 南岩国駅 - 大薮 - 岩国駅
  - 2010年4月よりいわくにバスの直営で運行。

老人福祉センター循環線：
- [50]：岩国駅 - 大薮 - 門前 - 竜ヶ鼻 - 老人福祉センター - 下松山 - 南岩国駅 - 東洋紡 - 下松山 - (この間、往路と逆向き）- 岩国駅
  - 1976年：運行開始。
  - 2009年11月1日：運行経路変更（「下松山 - 梅が丘 - 下松山」から「下松山 - 南岩国駅 - 東洋紡 - 下松山」へ）。平日のみの運行となる[4]。

くるりん（コミュニティバス）の運行時間前に、老人福祉センターおよび隣接する山口県立岩国商業高等学校との連絡輸送を行なうための、運行時間が限定された一方向のみの循環運転路線。朝の通勤利用者の利用も見込んでいるものと思われる。
牛野谷循環線
- [51]（左回り）、[55]（右回り）：岩国駅 - 砂山 - 東錦見 - 西岩国駅 - 愛宕橋 - 錦南 - 竜ヶ鼻 - 門前 - 大薮 - 岩国駅
  - 朝夕のみの運行である。

#### 県営黒磯線
- [42]：岩国駅 - 今津 - 東錦見 - 裁判所 - 錦帯橋 - 平田 - 恵比須 - 藤生駅 - 藤生港- 県営黒磯
- [75]：岩国駅 - 大藪 - 南岩国駅 - 恵比須 - 藤生駅 - 藤生港- 県営黒磯
  - 1942年：岩国駅（3代目）- 藤生駅 の運行を開始（ただし、この時点で南岩国駅は未開業と推測される（対応するバス停名なし））。
  - 1970年：国病正門（現・岩国医療センター）- 黒磯団地の運行開始。
- [77]：岩国駅 - 大藪 - 南岩国駅 - 恵比須 - 灘小学校 - 灘小学校南 - 一本杉 - 灘小学校南 - 丸子 - 藤生駅 - 岩国医療センター口 - 県営黒磯
  - 2000年もしくはそれ以前：一本杉を経由する運行を開始。
- [78]：岩国駅 - 大藪 - 南岩国駅 - 天地 - 海土路団地 - 一本杉 - 丸子 - 藤生駅 - 岩国医療センター口 - 県営黒磯
  - 2002年10月1日：海土路団地を経由する運行を開始[5]。

#### 長野尻・潮風公園線
- [86]：岩国駅 - 空港前 - 南岩国駅 - 恵比須 - 藤生駅 - 岩国医療センター口 - 通津駅 - 長野口 - 大歳／長野尻／（長野尻 - 由宇駅前 - 潮風公園）
- [89]：岩国駅 - 空港前 - 南岩国駅 - 恵比須 - 藤生駅 - 岩国医療センター口 - 保津南 - 浪の浦団地 - 浪の浦 - 通津駅 -（以下、大歳を除き[86]と同じ）
  - 2002年10月1日：浪の浦団地経由の運行開始（長野尻行き）[5]。
  - 2006年12月1日：2005年7月16日に本登録営業となった「潮風公園みなとオアシスゆう」[6]への連絡手段として、長野尻 - 潮風公園の運行を開始[7]。

岩国駅方面と、由宇駅や潮風公園みなとオアシスゆうなどを結ぶ路線である。なお、岩国駅 - 長野尻の部分は、かつてあった#由宇・柳井方面路線の残余部分とも考えることができる。

#### 和木町方面
JXエネルギー線
- [1]：岩国駅 -（昭和橋／立石二丁目）- 立石 - 新港 -（新港桟橋）- 装束 - 栄橋 - JXエネルギー
  - 1969年：栄橋 - 興亜石油（「興亜正門」）の運行を開始。
  - 2004年9月1日：系統番号（行先番号）[0]（当時）の「昭和橋」の代わりに「立石二丁目」を経由する、系統番号[8]を運行開始[8]。
  - 2007年3月15日：系統番号[1]（系統番号[0]を「新港桟橋」にも立ち寄らせるようにした路線）を、「立石二丁目」経由にした系統番号[9]の運行開始。
  - 2008年3月15日：和木駅開業に伴うダイヤ改正（和木駅への立ち寄り等）により、それまでの系統番号（行先番号）の路線（[0][1][7][8][9]）が整理統合され、系統番号も[1]に統一された（「装束」の代わりに「装束会館」を経由していた、それまでの[7]は廃止）[3]。
  - 2008年3月15日：平日は昼時間帯が減便となり、朝夕のみの運行となる（土休日は運行休止）。
  - 2009年11月1日：和木駅への立ち寄りを廃止[4]。

以前の名称は興亜石油線であった。この旧名称は、会社合併により新日本石油精製が成立する（2002年4月）まで麻里府製油所を所有していた、旧・興亜石油株式会社の名を基にしている。その後、新日本石油とジャパンエナジーと経営統合してJX日鉱日石エネルギー（2010年4月）となった後には「JXエネルギー線」へと名称も変更されている。
系統番号は[1]に統一されたが、「昭和橋」を経由する便と「立石二丁目」を経由する便がある事には変わりがない。また、「新港桟橋」（岩国港ポートビルの前）に停車する便は限られている。
なお、本路線の「岩国駅」-「装束」-「栄橋」（「昭和橋」経由）の区間は、廃止された#大竹市内行き路線の残余部分を継承している。
和木町循環線
- [3]：岩国駅 - 新港 - 装束 - 和木駅 - 和木町役場 - 大和橋 - 宮の下 - 和木町役場 - 和木駅 - 装束会館 - 新港 - 岩国駅
  - 1952年12月10日：（新港 -）記念碑 - 装束 - 和木町役場（役場自体の所在場所が現在と異なる）- 大和橋の運行を開始。
  - 2008年3月15日：和木駅開業に伴うダイヤ改正により、それまでの系統番号（行先番号）[2]の路線が[3]となった。なお、逆回り運行を行っていた旧[3]は廃止[3]。

和木駅線
- [2]：岩国駅 -（昭和橋／立石二丁目）- 新港 -（新港桟橋）- 装束会館 - 和木駅
  - 2008年3月15日：和木駅開業に伴い開設[3]。

「昭和橋」を経由する便と「立石二丁目」を経由する便がある。「新港桟橋」（岩国港ポートビルの前）に停車する便は限られている。
小瀬線
- [4]：岩国駅 - 新港 - 装束会館 - 和木駅 - 和木町役場 - 瀬田口 - 小川津
- [5]：岩国駅 - 新港 - 装束会館 - 和木駅 - 和木町役場 - 瀬田口 - 小川津 - 上迫
  - 1955年4月1日：和木町役場（役場自体の所在場所が現在と異なる）- 上迫 - 水口の運行を開始。（上迫 - 水口は、後に廃止）
  - 1986年11月1日：「瀬田口」-「浄蓮寺」（廃止済）区間の運行を開始する。（廃止日：2000年4月1日）
  - 2000年4月1日：旧[4]（「岩国駅」-「瀬田口」-「蜂ヶ峯総合公園」）の運行を開始。
  - 2008年3月15日：和木駅開業および和木町コミュニティバスの増便により、路線を再編。旧[4]の「瀬田口」-「蜂ヶ峯総合公園」を廃止し、旧[5]を[4]に、旧[6]を[5]へ系統番号（行先番号）を変更[3]。

和木町を経由して岩国市小瀬地区へと至るのを主とする路線である。関関バイパス（山口県道・広島県道1号岩国大竹線のバイパス部）が開通した現在においても、和木駅への連絡という新たな役割を得て、小瀬地区への運行は続いている。
なお、1971年（昭和46年）4月当時、錦帯橋始発・岩国駅経由の直通便（水口行き）が存在した。この直通運行は、1996年（平成8年）の時点でも上迫行きとして残っていた。（直通廃止時期は不詳）

#### 岩国駅・交通局方面
- [B]：岩国駅 - 三笠橋 - 交通局（※）
- [C]：岩国駅 - 昭和町 - 交通局（※）
- [D]：岩国駅 - 三笠橋 - 交通局 - 木工団地（※）

※これらの路線は岩国駅 に到着後、その延長区間として目的地まで運行される。
岩国駅を発車したバスが各地から岩国駅へと戻る（延長として運転される区間がある場合を含む）場合の系統番号（行先番号）の表示は、「アルファベット＋行先番号の末尾一桁」となる。なお、岩国駅止まりは「A＋行先番号の末尾一桁」で表示。
「行先番号の末尾一桁」は、原則として岩国駅から各地行として発車した時に表示していた番号と同一のものを表示する。アルファベットは延長運行区間の系統番号を表示する。（例えば錦帯橋→西岩国駅・今津・三笠橋経由交通局なら[B3]）
#循環系統は「アルファベット」+「逆回りの路線の下一桁」を表示。（老人福祉センター循環線のみ、[50]→[A0]→[A5]という変則的な変化をする）
また、交通局方面（木工団地 発を含む）から岩国駅へと向かう間は、岩国駅からさらに各地へと向かう際の系統番号（行先番号）を表示する（表示上は一体化した路線の扱い）。岩国駅止めの場合は、系統番号（行先番号）を表示しない。
なお、木工団地発着の路線は平日の朝夕のみの運行である([D]は朝のみ、その逆経路は夕のみ)。通勤利用者を想定した運行と考えられる。

#### 岩国空港線
- 岩国錦帯橋空港 - 岩国駅 - 交通局
- 岩国錦帯橋空港 - 岩国駅 -（この間ノンストップ） - 錦帯橋
  - 空港が軍民共用化された2012年12月13日に運行開始した路線である。各航空便に接続する形で運行されており、初便に接続する1往復のみ錦帯橋発着、残りは交通局発着となっている。錦帯橋から乗車した場合は、岩国駅と岩国錦帯橋空港以外での降車はできない。

## コミュニティバス「くるりん」

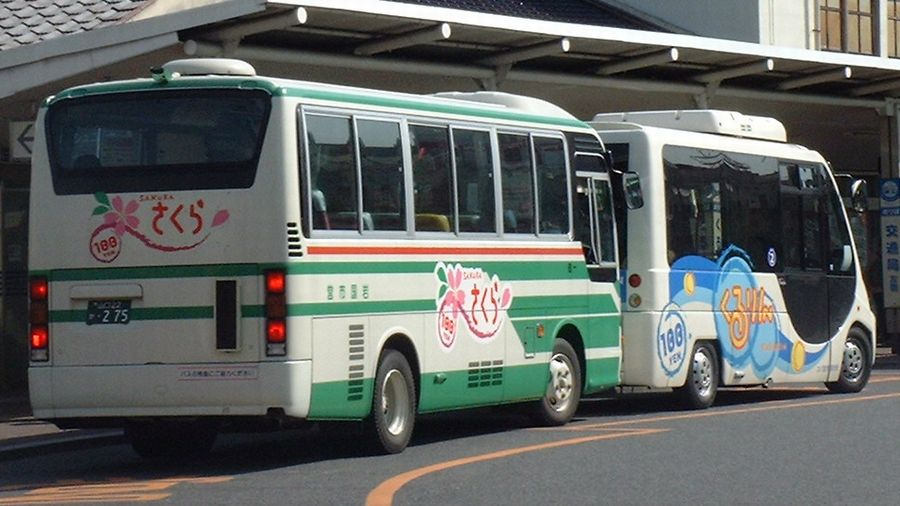
岩国駅前に並ぶくるりん（前）とさくら（後）

岩国市のコミュニティバスとして「くるりん」という愛称で、1種類3系統（それぞれ2種類の経路あり）を運行していた。
かつて運行していたコミュニティバス「さくら」は「くるりん」へ統合された（詳細後述）。
運賃は、全区間100円均一であった。
2014年に運賃制度が対キロ区間制に変更され、実質的に一般路線と共通化された。いわくにバス移管後の2018年3月31日をもって一部区間が廃止。

### 路線
[ ]内は車両に貼られている系統番号（行先番号）。
1・2系統
- [1]：くるりん 桜ヶ丘・西岩国駅・錦南・川下ルート（左回り）
- [2]：くるりん 桜ヶ丘・西岩国駅・錦南・川下ルート（右回り）
  - 2002年（平成14年）10月1日：後に「室の木・西駅・川下ルート」と呼ばれる路線として運行開始[5]
  - 2009年11月1日：「さくら」と旧来の「室の木・西駅・川下ルート」の運行経路を統合、路線名称も変更。

3・4系統
- [3]/[4]：くるりん 牛野谷・山中団地・南岩国駅ルート
  - 2003年（平成15年）11月1日：「平田・南駅・牛野谷ルート」として運行開始[11]。
  - 2009年11月1日：旧来の「平田・南駅・牛野谷ルート」の左回り（[3]）と右回り（[4]）を統合、運行区間の大幅な改廃および路線名称の変更が行われる。

5・6系統（旧「さくら」）
- [5]：くるりん 桜ケ丘ルート（左回り）
- [6]：くるりん 桜ケ丘ルート（右回り）
  - 2002年（平成14年）10月1日：従来から一般路線としてあった桜ヶ丘循環路線を拡充する形で「さくら」として運行開始。
  - 2009年11月1日：「くるりん」に統合された後も、旧来の「さくら」の経路で運行される便として残る（朝夕のみ運行、日祝日等は運休）。

### 経路
以下の経路は、左回りを順路として記載している。牛野谷・山中団地・南岩国駅ルートのみ、行先番号[3]を基準に記載。
- くるりん 桜ヶ丘・西岩国駅・錦南・川下ルート
  - 岩国駅 - 今津 - 山手サンランド - 桜ヶ丘 - 自動車学校 - 西岩国駅 - 錦南 - 川下小学校 - 大薮 - 労働基準監督署 - 空港前 - シンフォニア岩国 - 岩国駅

- くるりん 牛野谷・山中団地・南岩国駅ルート
  - 西岩国駅 - 岩国高校（川西駅）- 岩国高校正門 - 平田ヒルズ - 運動公園 - 牛野谷 - 老人福祉センター - 緑ヶ丘 - 南岩国駅 -（南岩国駅周辺の周回後は、原則逆順）- 西岩国駅

[3]は「岩国高校 → 運動公園」区間（一方向経路）への立ち寄りを西岩国駅発の順路運行中に、[4]は南岩国駅近郊の周回路から戻る運行中に行う。

- くるりん 桜ケ丘ルート
  - 岩国駅 - 山手サンランド - 桜ヶ丘 - 関所 - 岩国駅

### 車両

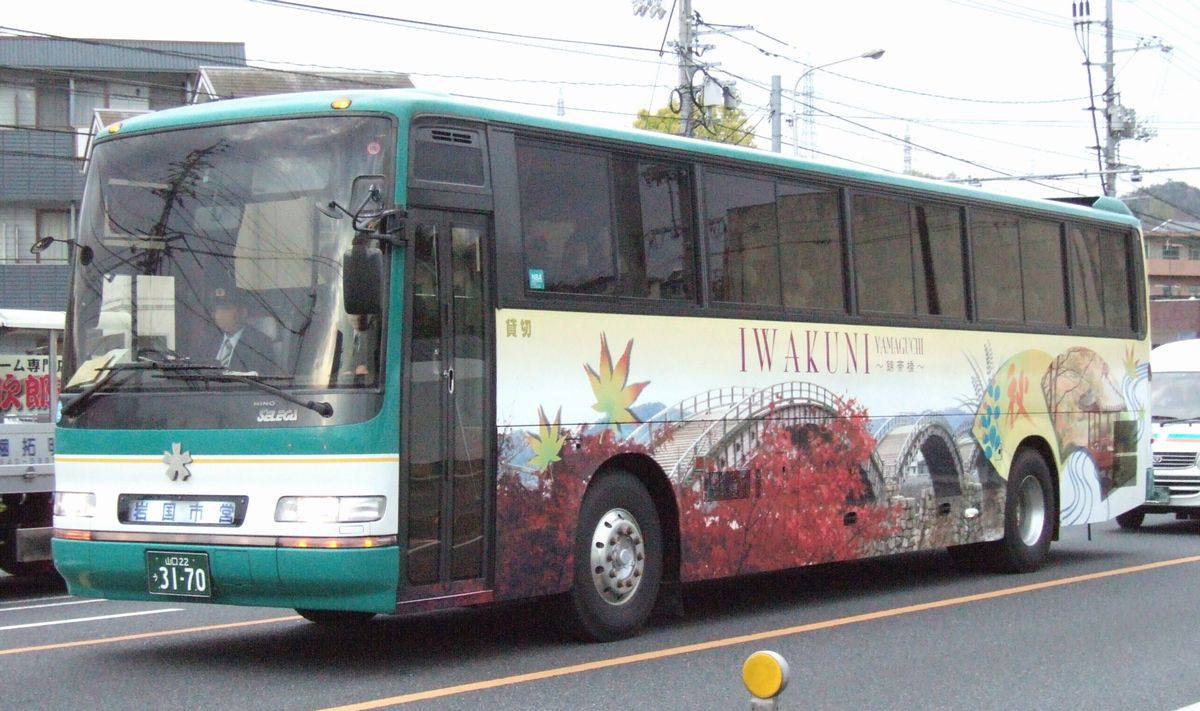
貸切用車両（秋デザイン）

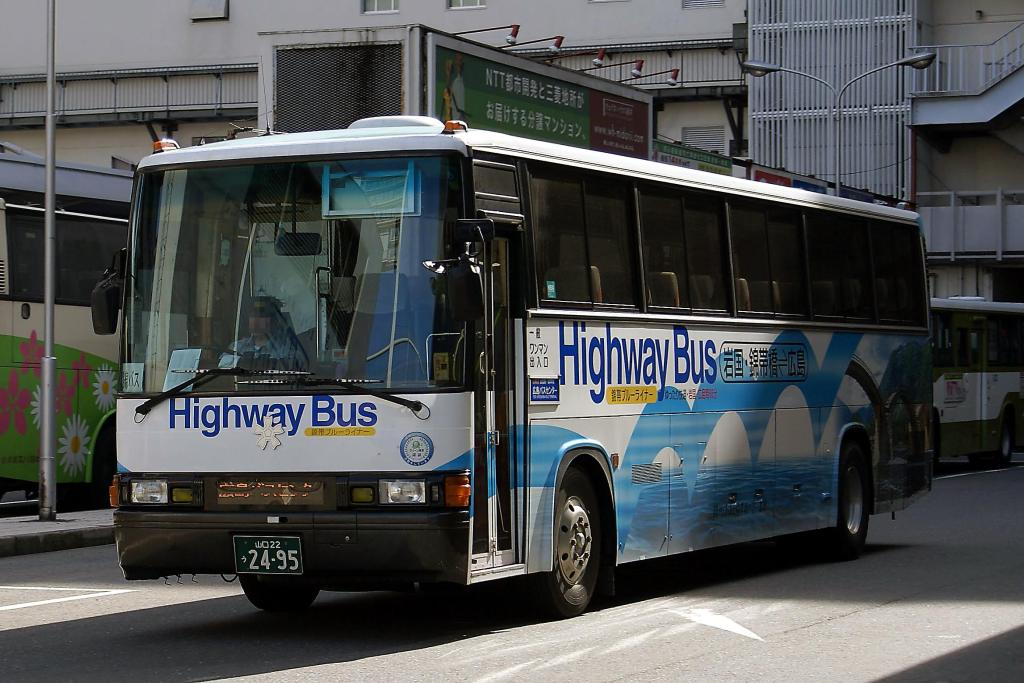
錦帯ブルーライナー

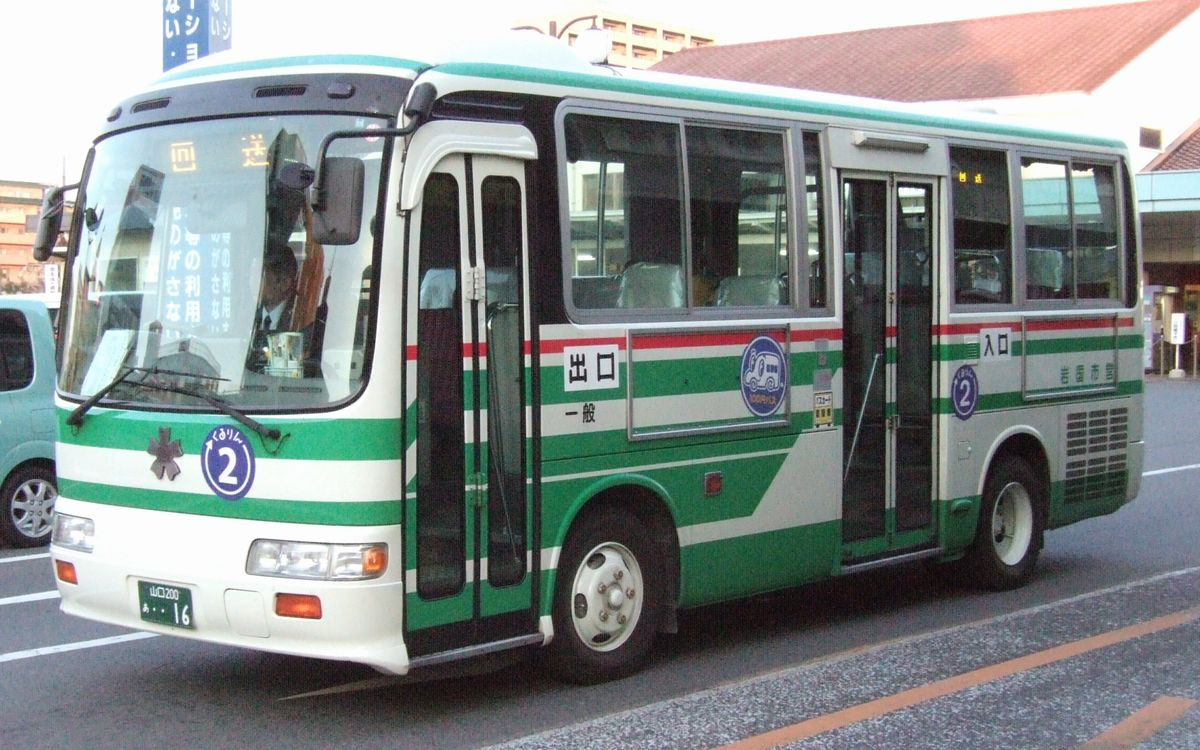
一般路線用小型車両（日野・リエッセ）

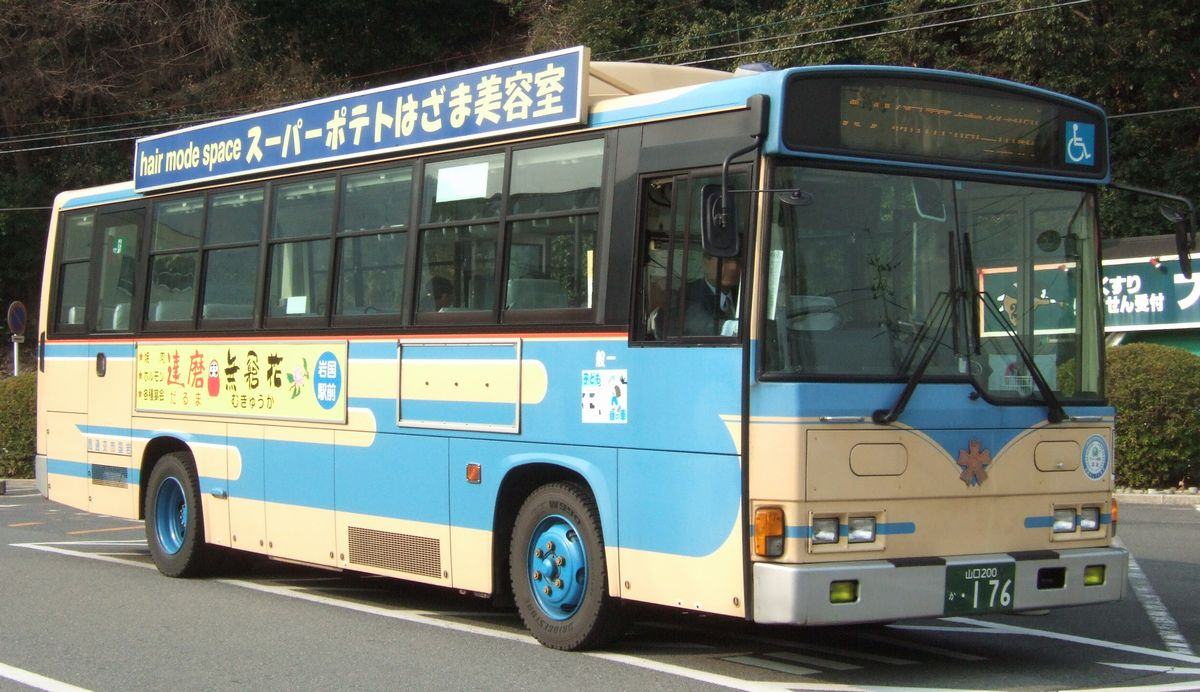
窓上に広告を載せた中型車両

「くるりん」には専用車両として、日野自動車の小型ノンステップバス、日野・ポンチョを使用する。運行開始時に専用車として初代ポンチョが4台導入された（定員19名、各車両で車体デザインが異なる）。
2007年（平成19年）3月、2代目ポンチョ1台が増備された。2代目モデルになったことで定員が35名に増加した。
専用車両以外に「せいりゅう号」（日野・リエッセのラッピングバス、詳細後述）も同時に使用していた。車検時などには代替車両を使用する。
「さくら」には、専用ラッピングを施した日野・リエッセを使用していた（「くるりん」とはデザインが異なる。写真を参照）。

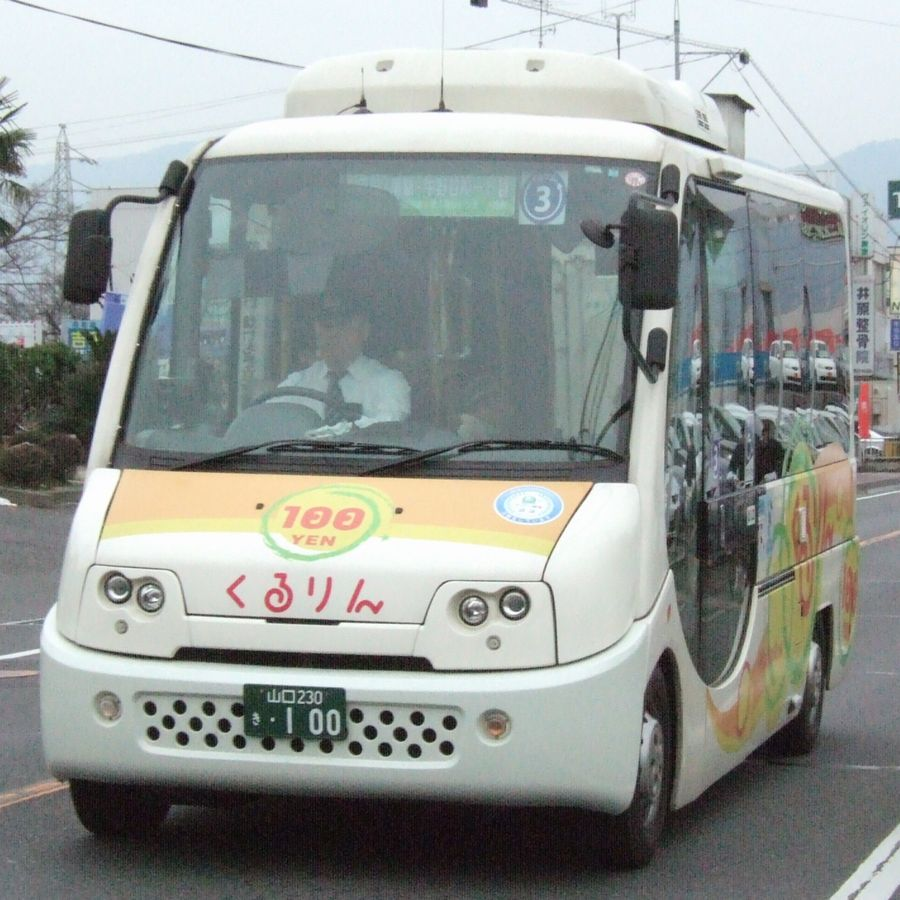
くるりん（初代車両）
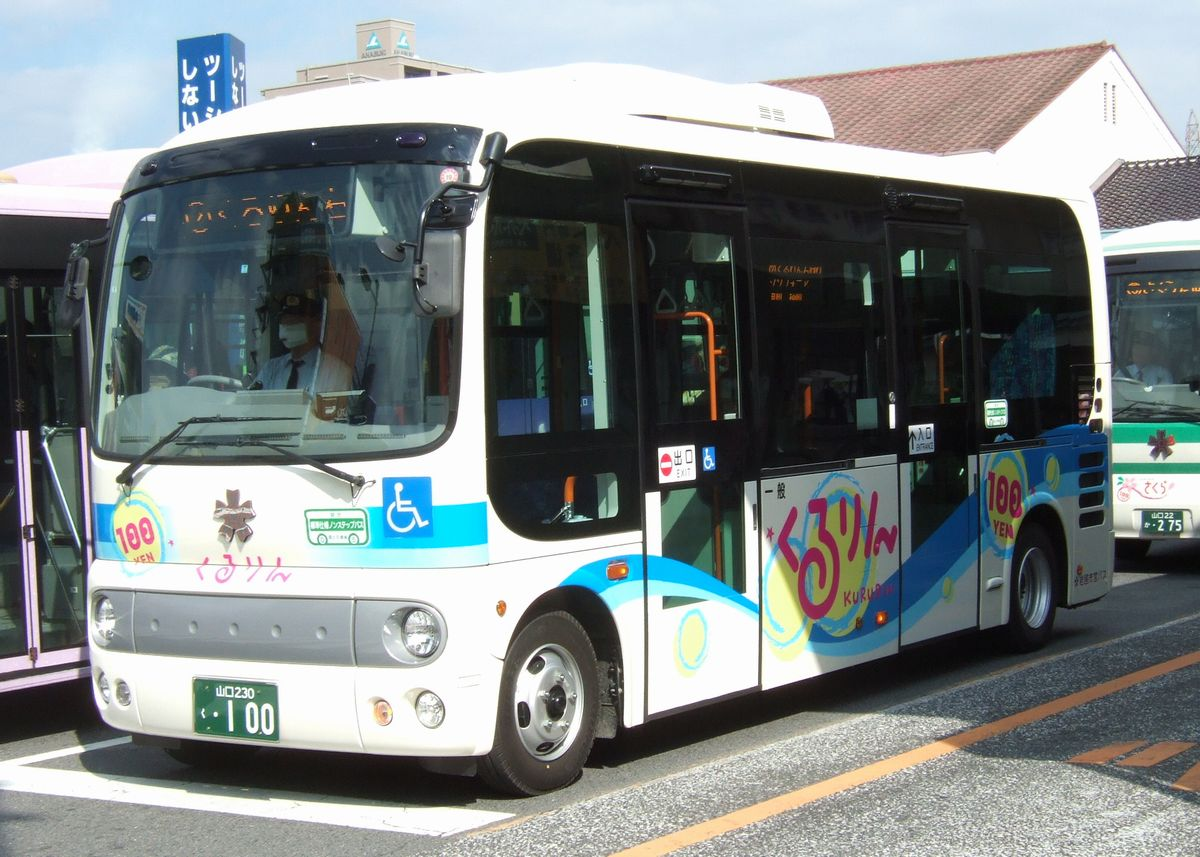
くるりん（増備車）

## 廃止路線

### 由宇・柳井方面
柳井・由宇温泉方面
- （岩国駅・国病下（現・岩国医療センター口）方面 -）長野尻 - 由宇駅前 - 有家 - 神代駅前 - 大畠桟橋 - 柳井港 - 柳井駅前
- （岩国駅・国病下（現・岩国医療センター口）方面 - 長野尻 -）由宇駅前 - 千歳橋 - 寺迫 - 由宇温泉
- （岩国駅・国病下（現・岩国医療センター口）方面 -）長野尻 - 由宇駅前 - 千鳥ヶ丘病院前 - 千鳥ヶ丘中
  - 1950年：通津 - 由宇の運行開始。
  - 1950年：千歳橋 - 由宇の運行開始。
  - 1954年：由宇 - 柳井の運行開始。
  - 1958年：由宇 - 由宇温泉の運行開始。
  - 1970年：由宇 - 柳井の運行廃止。
  - 1972年：長野尻 - 由宇、由宇 - 由宇温泉の運行廃止。
  - 1998年：長野尻 - 由宇駅前 - 千鳥ヶ丘中の運行開始。（千鳥ヶ丘中付近は一方向の周回運行）
  - 2002年：長野尻 - 由宇駅前 - 千鳥ヶ丘中の運行廃止[7]。

柳井駅行きは、瀬戸内海の海岸近くを経由する、岩国・柳井間を結ぶ郊外路線であった。
由宇温泉行きは、両端のバス停名称の通り、山陽本線の駅と温泉地を結ぶ路線である。現在は、岩国市営由宇バス(→#その他の「岩国市営バス」)が運行する路線経路の一部として継承されている。
千鳥ヶ丘中行きは由宇町内の千鳥ヶ丘団地との連絡路線。現在は、岩国市営由宇バスが運行する路線経路の一部として継承されている。
※長野尻 - 千鳥ヶ丘中が廃止された後、#長野尻・潮風公園線として由宇町内への乗り入れが再開している。

### 岩国飛行場方面
- （岩国駅方面 -）空港前 - 空港正門前 - 憲兵隊 - 体育館 - 施設部 - 体育館 -（以下、逆順路）
  - 1954年：空港前 - 憲兵隊の運行開始。

岩国駅方面と岩国飛行場の場内各所を連絡する為の路線。上に示した路線経由表記は、2000年（平成12年）時点でのものであり、1963年（昭和38年）時点とでは飛行場内のバス停設置数等に違いがある（「飛行場」枝線バス停の廃止など）。岩国飛行場の性格上、利用者は海上自衛隊もしくは米軍の関係者が大半であったものと推定される。
なお、1952年（昭和27年）6月14日に岩国飛行場への民間航空機の就航がなされた時には、岩国駅前に設置された日本航空待合所と岩国空港を結ぶ定期便路線が運行された。

### 大竹市内
大竹駅・玖波駅方面
- レーヨン前・玖波駅方面：（岩国駅方面 -）栄橋 - 南栄 - 西栄 - レーヨン前 - 飛石 - 大竹市役所 - 玖波駅前
- 大竹駅・大和橋方面：（岩国駅方面 -）栄橋 - 南栄 - 西栄 - 大竹駅前 - 大竹市所前 - 大和橋 - 胡子神社前
  - 1951年：大和橋まで路線延長
（当時、和木役場経由の水口行きは未開設なので、大竹駅経由の乗り入れと考えられる）
  - 1958年：玖波線として運行開始（レーヨン前・玖波駅方面）。
  - 1970年：レーヨン - 玖波の運行廃止。
  - 1972年：大竹駅 - 大和橋の運行廃止。（大和橋 - 胡子神社前の廃止時期は不詳）
  - 2000年以降：栄橋 - 大竹駅の運行廃止。

大竹紙業方面
- （始発点不明※ -）南栄 - 日本紙業前 - 御幸橋 - 大竹紙業
※始発は岩国方面、大竹駅前方面のいずれかと思われるが、確定資料なく詳細不明。
- （始発点不明※ -）西栄 - 御幸橋 - 大竹紙業
※始発は大竹駅前方面と思われるが、確定資料なく詳細不明。
  - 1963年時点：路線経路通りに運行中。
  - 1971年：この時点までにおいて全区間について運行廃止済。

油見・立戸回り
- （始発点不明※ -）大竹市所 - 油見 - 立戸 - 飛石（- 終着点不明※）
※大和橋と玖波駅前を結ぶ別系路線、もしくは、大竹駅前を発着点とする路線であったと思われるが、確定資料なく詳細不明。
  - 1963年時点：路線経路通りに運行中。
  - 1971年：この時点までにおいて全区間について運行廃止済。

JXエネルギー線の経路途中である栄橋より、県境を超え広島県大竹市内にて運行していた路線群である。上に示した路線経路は1963年時点のものである。これらの路線は、栄橋 - 大竹駅の廃止を最後に全て消滅し、大竹市内からは全面撤退している。
なお、1971年（昭和46年）4月の時点では、岩国駅始発便以外に、錦帯橋始発（一部は西岩国駅経由）、および、由宇温泉・長野尻始発（国病下（現・岩国医療センター口）経由）の直通連絡運行を行う運行系統が存在した（直通連絡運行の開始および廃止の時期は不詳）。

## 車両

### 貸切バス・高速バス
貸切用車両として、日野・セレガ、いすゞ・ガーラなどを保有。ほぼ全車両が季節ごとの錦帯橋を題材にしたラッピングバスとなっている。2006年（平成18年）10月には日野・セレガSHDのリフト付モデルを導入した（リフト付き観光バスは山口県内では初の導入）。
高速バスには貸切車（日野・ブルーリボン（観光モデル）など）を転用したものが用いられている。転用に際し車体の再塗装を行い、岩国市の名勝である錦帯橋と、錦川を流れる水の色を連想させるデザインとなった。なお、後に高速バス用として追加されたセレガは再塗装は行われず、行先表示機の設置のみに留まっている。

### 一般路線用バス
三菱ふそうトラック・バス製の車両と日野自動車系統の車両が存在する。かってはいすゞ自動車製の車両も存在した。現在は全車両が中型車またはそれ以下のクラスとなっている。
中型車両は、クリーム色の地色を上から順に枝分かれしながら最終的に4つに分かれて覆う淡青色の模様が、描かれている。前面は、クリーム色の地色にフロントガラス付近の淡青色の扇状模様。後部はクリーム色にリアウィンドウ下の細帯（淡青色）1本。
小型車両は、白色の地色に緑色の帯模様を基本とし、帯模様は直線的で鋭角部分を有する。車両によって帯模様の形状などに細かな違いがある。
三菱の車両は三菱ふそう・エアロミディのワンステップモデルが中心。
日野の中型車両は日野・レインボーRJのワンステップモデルが中心。後述のギャラリーバスにもこの車両がベース車両として用いられた。小型車両には日野・リエッセが用いられている。
1977年（昭和52年）9月よりバス事業の収支改善の一環として車両へ広告板を取り付ける事が始まり、一時は窓の上部に横長の広告看板を搭載した車両が多数見られたが、現在ではわずかに残るのみ。

### 名物バス
岩国市交通局では、「名物バス」と称して特徴的な路線バスをいくつか運転している。上記のコミュニティバスもこれに含めて紹介している。

#### いちすけ号
かつて岩国 - 錦見（ - 新町）間で運転されていた岩国電気軌道の電車を模した電車風バス（ファンタスティックバス）。日本初の電力会社である東京電燈や、白熱舎（後の東京電気→東芝）の創業者で、岩国電気軌道の創始者でもある藤岡市助の功績をたたえるため、1999年（平成11年）4月1日から運転している。
系統番号[13]（岩国駅～錦帯橋）として運転。ちなみにこの路線には、かつての岩国電気軌道の軌道跡を走行する区間がある。

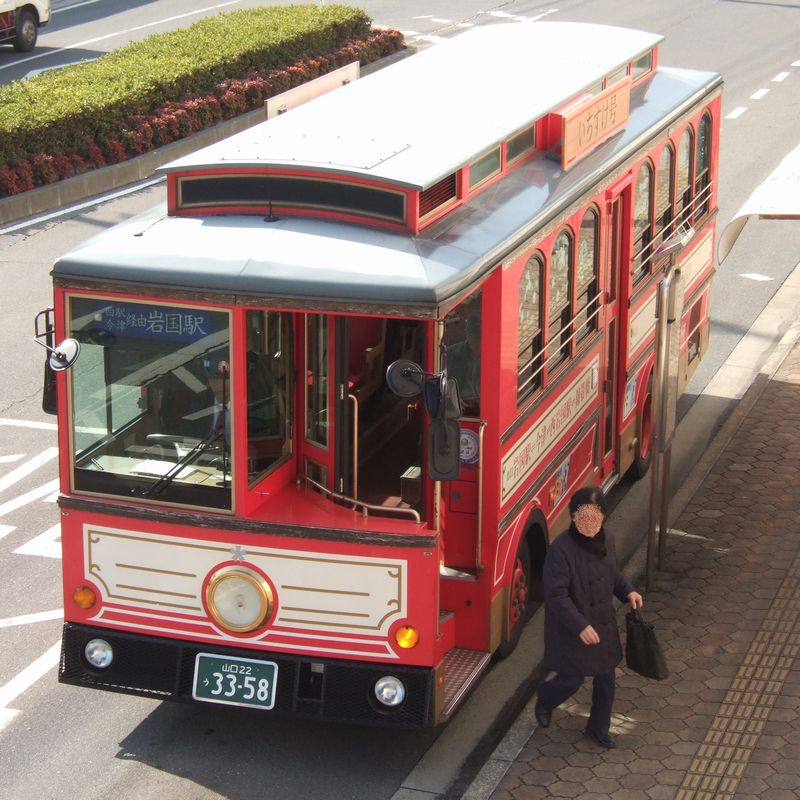
「いちすけ号」前部 （2006年12月15日撮影）
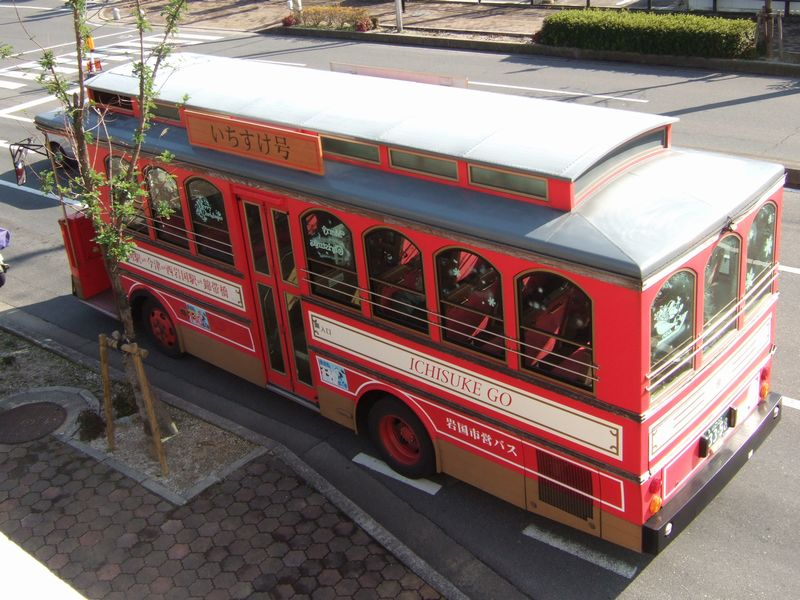
「いちすけ号」左側面から後部 （2006年12月15日撮影）
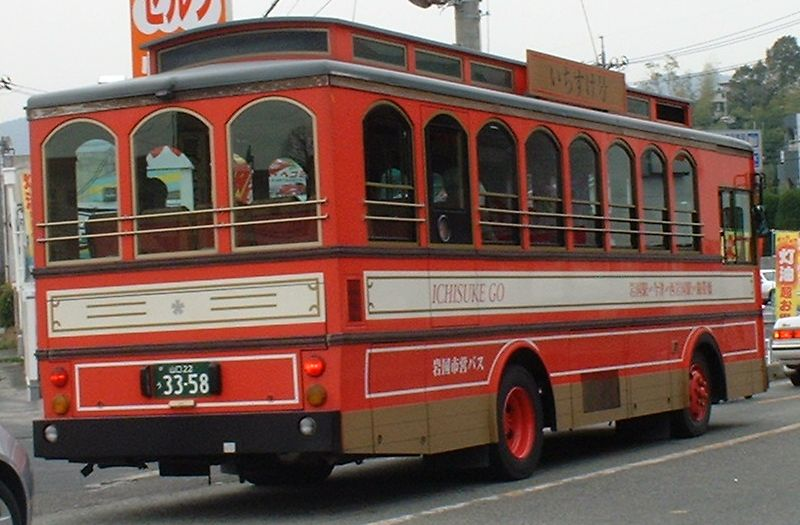
「いちすけ号」後部から右側面 （2004年4月2日撮影）
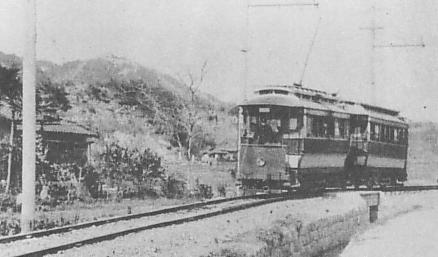
モデルとなった岩国電気軌道の電車

#### せいりゅう号

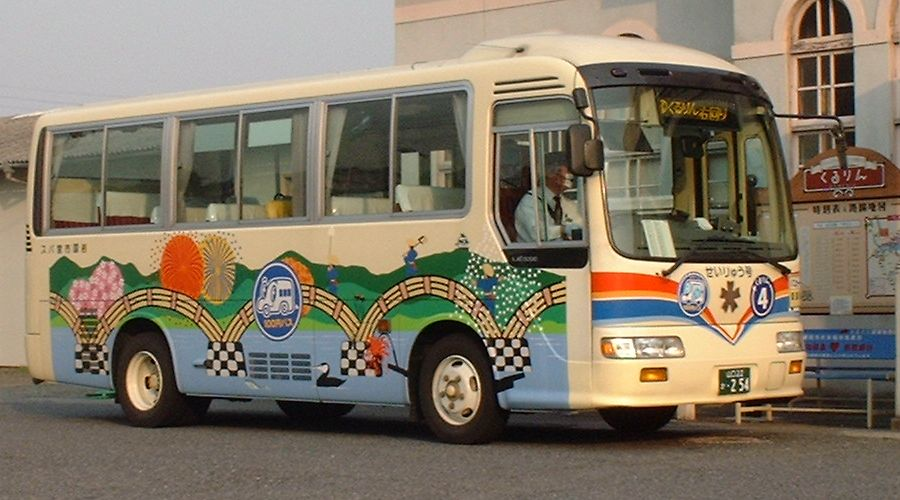
せいりゅう号
（2004年4月1日撮影）

1996年（平成8年）に導入されたワンマン運転の小型バス（日野・リエッセ）。子供たちが応募した作品の中から選ばれた優秀作3点を元にしたデザインが、ペイント塗装で施されている。1996年（平成8年）のバスの日記念行事（9月21日）に、選に入った子供たちに対するデザイン表彰式、出発式および試乗行事が行なわれた。現在は、くるりんの運行車両として使われている。

#### ギャラリーバス
車内（後方、および天井の広告スペース）にあるテーマによる展示を行い、車体全体にラッピング広告と同じ手法によるデザインを施した車両。以下の3台があり、いずれも系統番号[21]（岩国駅～錦帯橋～新岩国駅）で運転されている。基本的に各車両の運用が固定されているが、車両整備等の都合により代替車両による運行となる場合がある。
おはんバス岩国出身の作家、宇野千代の代表作であり、岩国が舞台になっている「おはん」をテーマにしたバス。2003年（平成15年）9月14日にお披露目および出発式が行われ、2003年（平成15年）11月1日から正式に系統番号[21]で営業運転に入った（ただし正式運行前にも、別路線を含む営業運転に使われる場合があった）。
島耕作バス岩国出身の漫画家、弘兼憲史の代表作である「島耕作シリーズ」をテーマにしたバス。主人公の島耕作も岩国出身という設定になっている。2003年（平成15年）10月12日にお披露目を実施し、同年11月1日より正式運行に入る。2013年3月25日のダイヤ改正後しばらくして車両更新に伴い運行終了となり、いわくにバス公式サイトの車両紹介からも削除されている。
錦帯橋バス岩国市の名勝、錦帯橋の2001年（平成13年）からの掛け替え工事をテーマにしたバス。

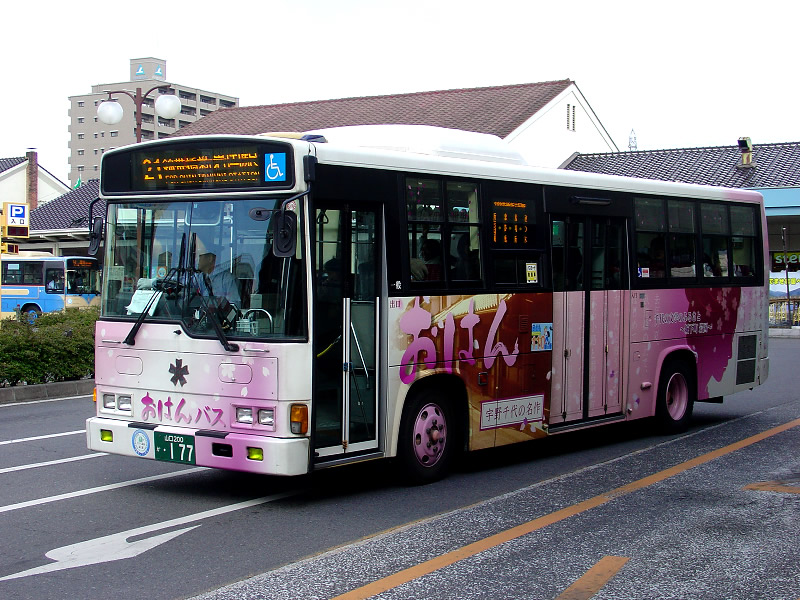
おはんバス（2007年4月3日撮影）
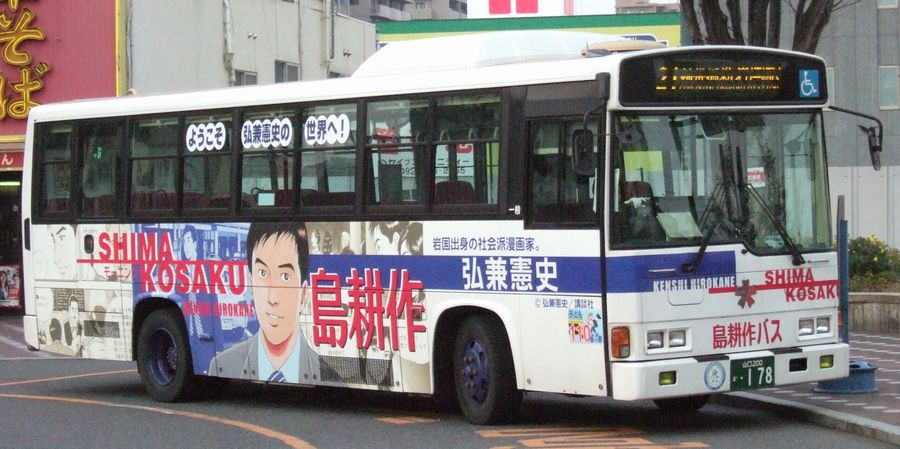
島耕作バス（2007年1月12日撮影）
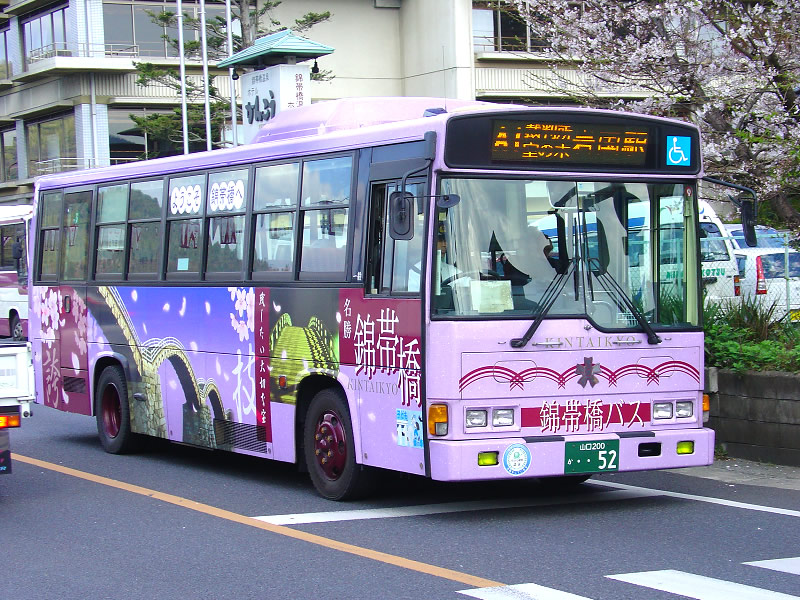
錦帯橋バス（2007年4月3日撮影）

#### ソラッピー号
岩国錦帯橋空港と市内を結ぶシャトルバス専属で使用されている、車体外部全面に航空機のラッピングを施したバス。デザインはいわくにバス公式サイトの車両紹介参照。

## その他の「岩国市営バス」
岩国市交通局が運営主体となっていない岩国市直営のバス事業としては、岩国市生活交通バスと岩国市営由宇バスがある。
※岩国市営玖珂バス、岩国市営周東バス、岩国市営らかん清流バス、岩国市営錦バス、岩国市営美川バス、岩国市営美和バスは、2009年（平成21年）4月1日 付で岩国市生活交通バスへと再編された。

## バス事業以外
岩国市公営企業局として公営企業組織に移行した際、1949年（昭和24年）7月に岩国市土木課の所管で開設された、岩国（岩国港（新港））～柱島間の渡船事業（1951年（昭和26年）には運輸課所管）を継承した。この渡船事業は、1961年（昭和36年）に防予汽船（現・防予フェリー）へ譲渡され、現在は岩国柱島海運が航路を継承している。